# Lorentino d'Andrea
Lorentino d'Andrea (1430 circa – 1506) è stato un pittore italiano attivo ad Arezzo, specializzato nella tecnica dell'affresco.

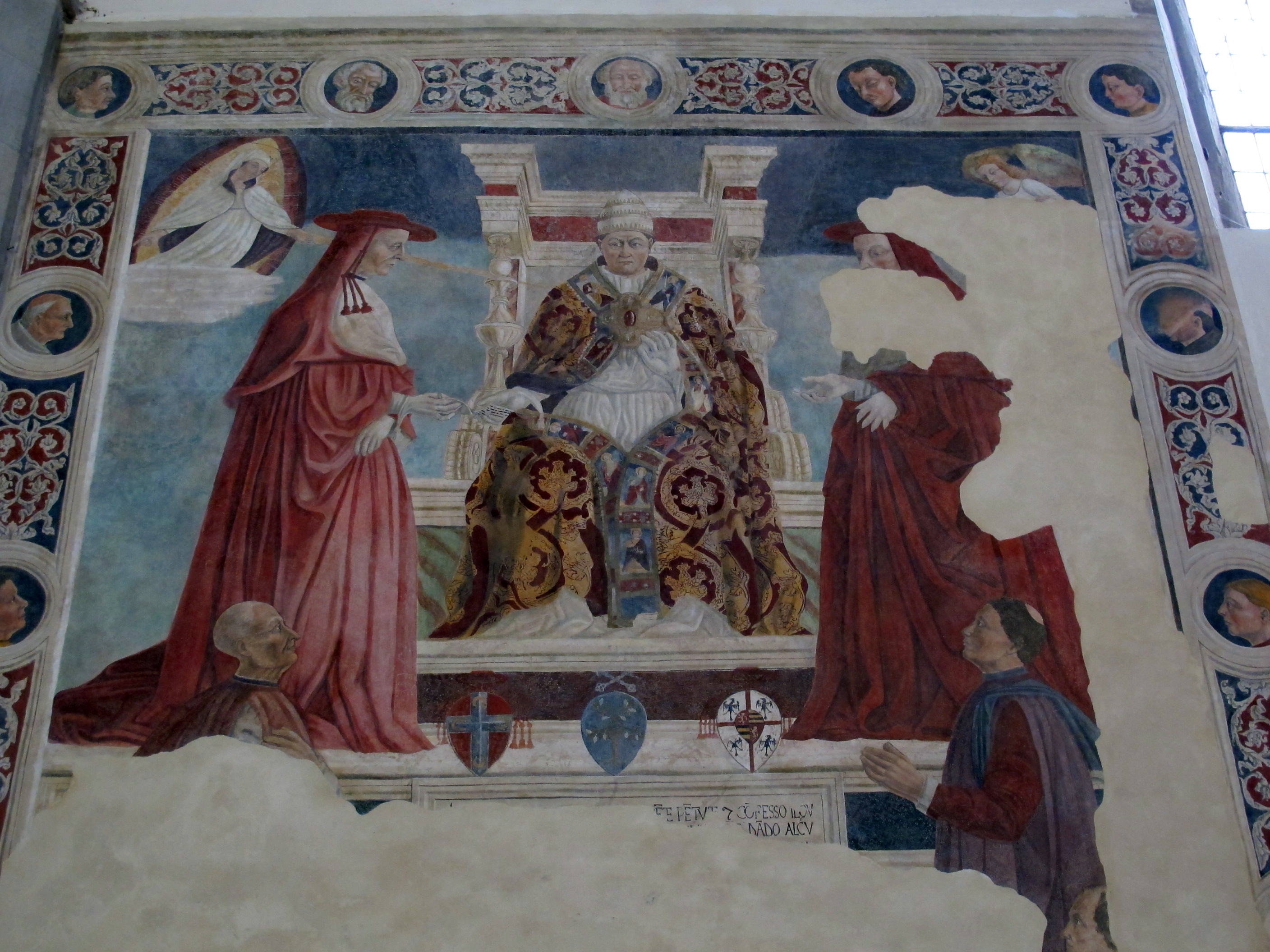
Lorentino d'Andrea, Affresco ad Arezzo

Secondo il Nederlands Instituut voor Kunstgeschiedenis è noto solo per le sue opere religiose ad Arezzo.

## Biografia
Fu allievo di Piero della Francesca che ne influenzò lo stile. Operò quasi esclusivamente ad Arezzo, a parte un breve periodo a Perugia. Ad Arezzo lavorò anche per il governo realizzando alcuni affreschi nel Palazzo dei priori. 
Sulla parete destra della navata della chiesa di Santa Maria delle Grazie è ancora presente un suo affresco con Papa Sisto IV in trono con il cardinale Gonzaga e il cardinale Piccolomini in atto di concedere l'indulgenza richiesta dai priori per i frequentatori del santuario, opera di cultura pierfrancescana databile tra il 1477 e il 1481.